# 映像情報メディア学会
一般社団法人映像情報メディア学会（えいぞうじょうほうメディアがっかい、英称: The Institute of Image Information and Television Engineers 、略称: ITE）は、放送技術・メディア情報・画像エレクトロニクス分野を取り扱う学会。旧称、テレビジョン学会（英称: The Institute of Television Engineers）。

## 沿革
- 1933年9月30日 - 「日本テレビジョン学会」設立。会長 - 稲田三之助。
- 1937年 - 解散。
- 1946年11月22日 - 「テレビジョン同好会」設立。委員長 - 高柳健次郎。
- 1950年4月1日 - 「テレビジョン学会」に改称。
- 1955年6月1日 - 認可を受け「社団法人テレビジョン学会」に改組。会長 - 丹羽保次郎。
- 1996年12月17日 - 「社団法人映像情報メディア学会」に改称。
- 2012年 4月3日 - 「一般社団法人映像情報メディア学会」へ移行。